# Paraíba (fleuve)
Le Paraíba ou Paraíba du Nord (en portugais, « rio Paraíba do Norte ») est un fleuve brésilien de l'État du Paraíba, parmi les plus importants de cet État par la longueur de son cours et son importance économique. Il se jette dans l'océan Atlantique.

## Géographie
Il nait dans l'intérieur de l'État, sur le territoire de la municipalité de Monteiro, dans la serra de Jabitacá, à plus de 1 000 m d'altitude. Son bassin couvre 20 071 km2, dont 38 % du territoire du Paraïba, sur lesquels se concentrent 1 828 178 habitants, soit plus de 50 % de la population de l'État, dont il traverse les deux principales villes, Campina Grande et la capitale João Pessoa. Son cours s'étend sur 380 km au total. À son embouchure se trouvent plusieurs îles, dont Stuart, Tiriri, Andorinhas, Eixo, et l'Île de Restinga.

## Histoire
Le fleuve Paraíba fut découvert par Tristão de Sousa et reçut initialement le nom de Rio São Domingos. 

## Les débits à Ponte da Batalha
Le régime de ce petit fleuve est extrêmement irrégulier. D'une part il tombe régulièrement à sec, et d'autre part il est sujet à des crues extrêmement violentes.
Le débit du fleuve Paraíba a été observé pendant 16 ans (1970-1985) à Ponte da Batalha, localité de l'État du Paraïba située à 157 kilomètres de son embouchure dans l'Océan Atlantique. 
À Ponte da Batalha, le débit annuel moyen ou module observé sur cette période était de 34 m3/s pour un bassin versant de 19 244 km2.
La lame d'eau écoulée dans l'ensemble du bassin atteint ainsi le chiffre médiocre de 55 millimètres par an, ce qui témoigne de la faible pluviosité régnant dans la région. Sur l'ensemble de la période d'observation du fleuve, le débit moyen mensuel minimal a été de 0 m3/s (cours d'eau totalement à sec), tandis que le débit moyen mensuel maximal se montait à 723 m3/s.  